# Eupithecia flebilis
Eupithecia flebilis là một loài bướm đêm trong họ Geometridae.